# Ariane Andrewová
Ariane Nicole Andrewová (* 3. listopadu 1987 Los Angeles) je americká profesionální wrestlerka a manažerka. Je známá pro působení ve WWE, zde vystupovala pod ringovým jménem Cameron. V roce 2011 byla soutěžící v Tough Enough.

## Dětství
Andrewová vystudovala na Bachelor of Arts firemní marketing a psychologii na Kalifornské státní univerzitě. Poté se přestěhovala do Hollywoodu v Kalifornii kde pracovala jako terapeutka pro autistické děti.

## Profesionální wrestlingová kariéra

### World Wrestling Entertainment / WWE

#### Tough Enough (2011)
V březnu 2011 bylo oznámeno, že se Andrewová stala jednou ze čtrnácti soutěžících pro obnovenou soutěž WWE Tough Enough jako Ariane. Byla první soutěžící která byla ze soutěže vyřazena protože měla nedostatek nadšení pro wrestlingový průmysl.

#### Florida Championship Wrestling (2011–2012)
Ihned poté, co byla vyřazena ze soutěže Tough Enough potvrdila sama Andrewová na svém oficiálním účtu na Twitteru že podepsala vývojovou smlouvu s WWE a poté debutovala 7. července jako ringová hlasatelka na house show FCW. 9. července udělala svůj ringový debut pod novým jménem, Cameron Lynnová, v Divas battle royal proti Audrey Marie, Caylee Turnerové, Kaitlyn, Maxine, Raquel Diazové, Sonie a Aksaně, byla ale eliminována jako první.
9. října v televizním vysílání epizody FCW, Lynnová a Byron Saxton doprovodili Naomi k ringu v zápase proti debutující Leah Westové. 23. října se Cameron spojila s Naomi proti týmu Caylee Turnerové a Kaitlyn. Zápas vyhrály když Cameron odpinovala Turnerovou po chvatu leg lariat. 11. listopadu se v epizodě FCW Cameron účastnila šesti-Divas tag team zápasu kde byla v týmu s Audrey Marie a Ivelisse Velezovou proti Raquel Diazové, Caylee Turnerové a Leah Westové. Cameron opět odpinovala Westovou a získala tak vítězství pro svůj tým.
13. listopadu 2011 se Cameron spojila s FCW Divas šampionkou Audrey Marie ve vítězném zápase proti Caylee Turnerové a Královně FCW Aksaně. 25. prosince 2011 se Cameron objevila v týmovém zápase kde společně s Kaitlyn vyhrála nad Ivelisse Velezovou a Caylee Turnerovou. 8. ledna 2012 byla Cameron poražena Královnou FCW Aksanou po chvatu Divo Drop.

#### Raw a SmackDown (2012-současnost)
9. ledna 2012 udělala Cameron svůj debut na show Raw, kde debutovala společně s Naomi jako jedna z tanečnic a manažerek pro znovu-debutujícího Broduse Claye. Následující večer si Clay začal feud s Dolphem Zigglerem a Jackem Swaggerem když od nich zachránil Santino Marellu. Clay a Marella porazili Zigglera a Swaggera 9. dubna v epizodě Raw. 20. dubna na SmackDown začal Clay přátelit s Hornswoggle a označil jej za svého mladšího bratra. O tři dny později tito dva porazili Zigglera a Swaggera díky diskvalifikaci když do zápasu zasáhla Vickie Guerrerová. Na show Extreme Rules Clay porazil Zigglera. Na Over The Limit Clay porazil The Mize v single zápase. Tímto získal Brodus Clay sérii 21-zápasů za sebou ve kterých nebyl poražen.
28. května na Raw začal Clayův feud s Big Showem a Davidem Otungou se kterým měl zápas na pre-show k No Way Out.

## Ve wrestlingu
- Zakončovací chvaty
  - Springboard bulldog
- Ostatní chvaty
  - Sunset flip
  - Back slide
  - Arm drag
- Manažeři
  - Naomi Knightová
  - Byron Saxton
- Jako manažerka
  - Naomi Knightová
  - Byron Saxton
  - Brodus Clay